# Sunan Abu Dawud
Il Sunan di Abu Dawud (in arabo سنن أبي داود‎?) è una delle sei maggiori raccolte sunnite di ʾaḥādīth, realizzata da Abū Dāwūd al-Sijistānī.

## Descrizione
Abū Dāwūd raccolse 500.000 ʾaḥādīth, ma ne inserì soltanto 4.800 nella sua raccolta. I sunniti considerano questa raccolta come la quarta fra le sei maggiori.